# Левашёв, Владимир Сергеевич
Влади́мир Серге́евич Левашёв (18 июня 1950, Москва, РСФСР, СССР — 4 апреля 2023, Москва, Россия) — советский и российский актёр театра, кино, озвучивания и дубляжа. Заслуженный артист Российской Федерации (1997).

## Биография
Родился 18 июня 1950 года в Москве.
В 1975 году окончил Школу-студию МХАТ (курс Виктора Монюкова).
С 1975 по 2000 год — актёр Нового драматического театра.
С 2002 года и до конца жизни — актёр театра «Модерн».
Озвучивал аудиокниги, телесериалы, мультфильмы и аудиорекламу.
Дублировал более 100 зарубежных фильмов и сериалов, в том числе «Хоббит: Нежданное путешествие», «Твин Пикс», «Крёстный отец», «Побег из Шоушенка», «Великий Гэтсби», «Семь психопатов», «Астерикс и Обеликс в Британии».
Снимался в кино.
Скончался 4 апреля 2023 года на 73-м году жизни. Похоронен на Ваганьковском кладбище.

## Творчество

### Новый драматический театр
- «Старый дом» А. Казанцева — Максим Ферапонтович
- «Моя прекрасная леди» Б. Шоу — Дулитл, Хиггинс
- «Седьмой подвиг Геракла» М. Рощина — Тезей
- «Унтиловск» — Аполлос
- "Отель «Забвение» — Джаич
- «Цена» — Уолтер
- «Пип (Большие надежды)» — Каторжник
- «Человек, который смеется» — Урсул
- «Лиза и Лаврецкий» — Лаврецкий

### Театр «Модерн»
- «Кладбище понтов» — Аркаша
- «Война и мир. Русский Пьер» — Граф Ростов
- «Путешествие маленького Принца» — Географ
- «Ничего, что я Чехов?» — Михаил Чехов (эпоха)
- «На дне» — Сатин
- «Женщины» — Гектор
- «О дивный новый мир» — Архипеснослов
- «Старый Дом» — Максим Феропонтович
- «Петля» — Американский писатель
- «Дядюшкин сон» — Афанасий Матвеевич

### Фильмография
- 1976 — «Огненное детство» — эпизод
- 1979 — «На исходе лета» — эпизод
- 2011 — «Наши соседи 2» — Половцев
- 2012 — «Склифосовский» (1 сезон) — дедушка
- 2018 — «Силы взаимодействия»

### Озвучивание
- «Ford против Ferrari» — Enzo Ferrari — (2019), Ремо Джироне
- «Человек-паук: Через вселенные» — Stan — (2018), Стэн Ли
- «Красавица и чудовище» — Beauty and the Beast, реж. Билл Кондон, 2017.
- «Война и мир» — War & Peace, реж. Том Харпер, 2016.
- «Волк с Уолл-стрит» — The Wolf of Wall Street, реж. Мартин Скорсезе, 2013.
- «Во все тяжкие» — Breaking Bad, реж. Мишель Макларен, Адам Бернштейн, 2008—2013.
- «Сука-любовь» — Amores perros, реж. Алехандро Гонсалес Иньярриту, 2000.